# Kalevi Hämäläinen
Kalevi Hämäläinen (n. 13 decembrie 1932, Juva, Mikkeli Province⁠(d), Finlanda – d. 10 ianuarie 2005, Juva, Itä-Suomen lääni, Finlanda) a fost un schior de fond ce a reprezentat Finlanda, medaliat olimpic. A participat la 3 ediții ale Jocurilor Olimpice (1956, 1960, 1964) în care a câștigat o medalie de aur.